# كرس الموري (حرض)

تعديل مصدري - تعديل

كرس الموري هي إحدى قرى عزلة العتنة بمديرية حرض التابعة لمحافظة حجة، بلغ تعداد سكانها 167 نسمة حسب تعداد اليمن لعام 2004.